# Eric Mahn
Eric Enrique Mahn Godoy (Talcahuano, 1º giugno 1925 – Concepción, 15 dicembre 2000) è stato un cestista cileno.

## Carriera
Con la maglia del Cile ha disputato i Giochi olimpici 1952, segnando 51 punti in 8 partie.